# Persépolis (historieta)
Persépolis es el título de una novela gráfica autobiográfica escrita e ilustrada en blanco y negro por la iraní Marjane Satrapi. La autora relata las etapas fundamentales que marcaron su vida, desde su niñez en Teherán durante la revolución islámica, hasta su difícil entrada a la vida adulta en Europa. La buena recepción de la crítica hizo de Satrapi una de las autoras francófonas más reconocidas. En 2007, la adaptación en largometraje de animación de Persépolis, obra de Vincent Paronnaud y la misma Marjane Satrapi, obtuvo el Premio del Jurado del Festival de Cannes.

## Diseño
Los dibujos se realizaron en blanco y negro. Los fondos de las viñetas son generalmente negros o blancos, algunos son decorados en forma bastante sencilla para dar mayor importancia al texto. La imagen se hace reflejo del texto, y no al revés, lo que es importante porque le evita tener sólo un valor explicativo. La información está incorporada en el texto, lo cual refuerza la importancia del mismo. El lenguaje de esta historieta es utilizado en la multiplicidad de sus registros (familiar y estándar, dejando a veces sitio para la vulgaridad), mostrando al público la diversidad y autenticidad de una vida cotidiana .

## Argumento
Persépolis es la historia autobiográfica de la iraní Marjane Satrapi, la historia de cómo creció en un régimen fundamentalista islámico que la acabaría llevando a abandonar su país. El cómic empieza a partir del año 1979, cuando Marjane tiene diez años y desde su perspectiva infantil es testigo de un cambio social y político que pone fin a más de cincuenta años de reinado del sah de Persia en Irán y da paso a una república islámica. Se ve como la niña no quiere llevar el pañuelo y se ve claramente de que es obligada a hacerlo.
Además de diferenciarse de los demás niños por haber sido educada al estilo occidental dentro de una familia de clase alta y por unos padres de ideología progresista y partidarios del laicismo, "Marji" (como la conoceremos al principio de la historia) también tiene una considerable inquietud intelectual para una niña de su edad y notable imaginación que la lleva a mantener conversaciones con Dios -al que encuentra un curioso parecido con Karl Marx- o soñar con llegar a ser algún día la última profeta que siga los pasos de Jesús y Mahoma. La historia de unos antepasados ilustres (su bisabuelo fue el último rey de la dinastía persa de los Qadjar), una familia que se opone activamente al gobierno del Sha, las manifestaciones, la diferencia de clases sociales o la marginación de la niña son algunas de las piezas del rompecabezas que Marji se esfuerza por componer con la intención de comprender el mundo que la rodea. Al tiempo que va creciendo, Marjane se da cuenta de que el nuevo régimen por el que lucharon sus padres ha caído en manos de los integristas y que no trae consigo nada bueno.

## Descripción de los tomos

### Tomo 1
La historia comienza en 1980, poco antes de la Revolución islámica iraní. La protagonista principal, Marjane, es una pequeña niña de diez años, nacida en una familia de tendencia progresista. Por su abuelo materno, quien fue primer ministro de Irán bajo Reza Pahlavi, Marjane es la bisnieta del último Shah de la dinastía kadjar, Ahmad Shah Qajar. Estamos a 11 de febrero, el Shah acaba de ser derrocado e Irán está en efervescencia... Las cosas toman un giro inesperado, el pueblo ya no es tan libre como lo cree… Mientras sus padres manifiestan en las calles contra la llegada al poder de los islamistas, Marjane crece en un universo muy politizado y militante. Marjane tiene 10 años, cuando el uso del velo se vuelve obligatorio en las escuelas, en 1980, y esta noticia despierta en ella numerosos cuestionamientos. Muy creyente, Marjane planea hacerse profeta; sin embargo, acaba por alejarse de aquel que llama su “amigo”, furiosa por las injusticias crecientes.
Este primer tomo de Persepolis se concentra esencialmente en la atmósfera que reina en el país a principios de la revolución iraní, revelando las tensiones vehiculizadas por el ambiente muy politizado de la época. Cada acontecimiento que marca la vida de la pequeña niña se inscribe en el telón de fondo que es la historia de Irán, siempre presente en filigrana: la crisis irano-soviética de 1946 está ligada a la historia de un miembro de su familia; la difícil situación de la gente modesta se aborda por el caso de la empleada de la casa de los padres de Marjane; la liberación de prisioneros políticos de la época del Shah es representada por la autora con la reaparición de amigos de la familia,  al igual que los primeros exilios y las purgas de opositores políticos.

### Tomo 2
El segundo tomo comienza con la toma de rehenes en la embajada de Estados Unidos, firmando la ruptura de lazos con los Estados Unidos. Marjane ve que se cierran las universidades durante la revolución cultural iraní mientras ella planea hacerse química.  Sus padres, muy comprometidos políticamente, manifiestan contra el Integrismo con ocasión del decreto del porte del velo para todas las mujeres iraníes
El debut de la Guerra Iran-Irak (de septiembre de 1980 a agosto de 1988) también es evocado en este tomo. Mientras los padres de Marjane están de viaje en España,  se enteran de que la guerra ha sido declarada. Marjane no tarda en enterarse, al igual que todos los habitantes de Teherán; la penuria se hace fuertemente presente en los supermercados y las estaciones de servicio. La situación de los refugiados de las zonas de guerra es presentada por la llegada de Malí, una amiga de la infancia de la madre de Marjane, y de toda su familia, todos albergados un tiempo en Teherán en el hogar de los Satrapi.
La autora trata el desarrollo de los ocho años de guerra en su carácter global, yendo a lo esencial. Denuncia en primer lugar, el adoctrinamiento y la ceguera de los jóvenes iraníes ante los reclutadores quienes les prometen "las llaves del paraíso" por sacrificarse pereciendo bajo las balas o saltando en minas, guardándose de ir ellos mismos. Nos habla de los bombardeos sobre Teherán y de la Batalla de Khorramshahr (mayo de 1982). Es por esta destrucción del pueblo iraní que Marjane sale definitivamente de la infancia, fumando su primer cigarrillo en un acto de rebelión hacia su madre.
La situación de los iraníes que permanecen en Irán y de sus familias es tratada a través de la historia de un tío de Marjane, que presiente que va a morir pronto y no puede ver a su hijo, quien emigró a los Países Bajos. Este tío trata de falsificar un pasaporte para salir del país. Su intento fracasa cuando los servicios del gobierno descubren el falsificador. Muere antes de haber podido salvar a su familia.
Después de la revolución islámica, los productos provenientes de países occidentales son prohibidos en Irán. Esta prohibición es mostrada en la historieta por los recuerdos que los padres de Marjane le traen clandestinamente de Turquía: pósteres, una chaqueta de mezclilla (chaqueta tejana), el último modelo de tenis Nike y un pin de Michael Jackson. También es representada por las escenas de venta clandestina en las calles de Teherán de los mismos productos. Mientras los "Pasdaran" (guardianes de la revolución) hacen cumplir la ley en las calles, Marjane aprende a jugar un doble juego en una sociedad de imprevistos, de tabúes y de prohibiciones. Es por eso que se siente culpable al salir impune gracias a mentiras, después de un arresto por mujeres Pasdaran,.
Los bombardeos con misiles Scud, las muertes de vecinos, las dificultades de Marjane a aceptar las nuevas limitaciones (incluidas las relacionadas con la vestimenta) y el endurecimiento del régimen político llevan a los padres de Marjane a enviarla a Austria para continuar sus estudios.

### Tomo 3
Viena, 1984. Marjane está en plena adolescencia; su madre la envió a casa de unos conocidos de donde tiene bruscamente que irse, sin haber sido avisada, para instalarse en un internado católico. Después de algún tiempo encerrada, Marjane se va del internado furiosa, víctima de una injusticia y encuentra alojamiento en casa de un médico. Entre tanto, conoció a nuevas personas, y empezó a integrarse, pero sin aceptarse por completo e incluso negando a veces sus orígenes.
Primero indignada por la despreocupación de los jóvenes europeos, quienes escupen sobre la sociedad sin saber lo que es la guerra y el sufrimiento, finalmente logra entablar amistad con algunas personas, de las cuales terminará no obstante por desprenderse. Ella, para quien "pudor", "discreción", "trabajo", y "convicción" eran palabras clave en la vida, se va a ver iniciada a la filosofía anarquista, a las drogas y a la liberación sexual. Para este momento Marjane ha abandonado sus estudios.
Es igualmente la época de sus primeros descubrimientos sentimentales y de la aparición de otras desilusiones: la infidelidad de aquel que amaba es un elemento más que profundiza la fractura que siente entre las dos culturas en las que intenta hacerse un lugar. Aunado a la soledad y la falta de afecto, zozobra en una profunda depresión, y termina despertando en un hospital por haberse desmayado en plena calle, después de días de dormir en las calles.
Por primera vez desde el primer tomo, la fe de Marjane reaparece y sobre todo su combatividad se fortalece. Marjane decide entonces volver a Irán cerca de su familia e intentar hacer su vida allá.

### Tomo 4
Después de cuatro años de ausencia, nos reencontramos con Marjane en Teherán; estamos en 1988. La guerra contra Irak ya terminó pero el país está en ruinas y el régimen sigue tan represivo como antes. Marjane, muy animada por reencontrarse con su familia, su país y su recámara, descubre rápidamente que es considerada como occidental en su país, como era considerada iraní en Europa, en una ciudad fantasma y una recámara vacía de muchos recuerdos. Ella debe rehacer su vida y decide aplicar al pie de la letra el consejo de su abuela: ser ella misma. Marjane regresa a la Universidad donde empieza estudios de Arte y se enamora de Reza, en una velada. Se casa rápidamente con él, no por amor, sino debido a que la vida para una pareja no casada era casi imposible en Irán y acaban por divorciarse al cabo de dos años.
De encuentros en encuentros, Marjane no procura más callar su espíritu rebelde y a engañar su sed de libertad. Se inventa, junto con sus amigos de la universidad, una válvula de escape, a puertas cerradas, un espacio de libertad, de vida y de identidad. Este espacio, de fiestas y reuniones secretas no le bastará y siguiendo el consejo de sus padres, Marjane abandona definitivamente Irán y se va a Francia, donde vive desde 1994.

## Antecedentes
Persépolis muestra una gran influencia estilística de La ascensión del gran mal (2001-2007) de David B., como reconoce su propia autora.

## Recepción
Hasta el momento,[¿cuándo?] esta serie sigue siendo el mayor éxito de edición. Menú, en 2003 hablaba de cincuenta a sesenta mil ejemplares vendidos para los tres primeros volúmenes. El éxito se mantuvo hasta 2007, donde se vio multiplicado por la salida de la película. 

## Premios recibidos
La obra ha sido merecedora de múltiples premios:
- Prix du Lion, Bélgica 2000.
- Premio autor revelación, Angoulême 2001.
- Premio al mejor guion, Angoulême 2002.
- Primer premio de la paz Fernando Buesa Blanco, Vitoria 2003.
- Premio Harvey a la mejor obra extranjera, EE. UU. 2004.

## Película
El 27 de junio de 2007 se estrenó la película basada en la novela gráfica Persépolis, una película de animación dirigida por Vincent Paronnaud y producida por Xavier Rigault y Marc-Antoine Robert. La película, con música de Olivier Bernet, obtuvo una nominación a la Palma de Oro y consiguió el Premio del jurado en el Festival de Cannes 2007. También consiguió el Premio Especial del Jurado en el Festival Internacional de Cine Cinemanila y en el año 2008, fue nominada a Mejor película animada en la Entrega de los Oscar.